# Formica ciliata
Formica ciliata är en myrart som beskrevs av Mayr 1886. Formica ciliata ingår i släktet Formica och familjen myror. Inga underarter finns listade i Catalogue of Life.

## Bildgalleri

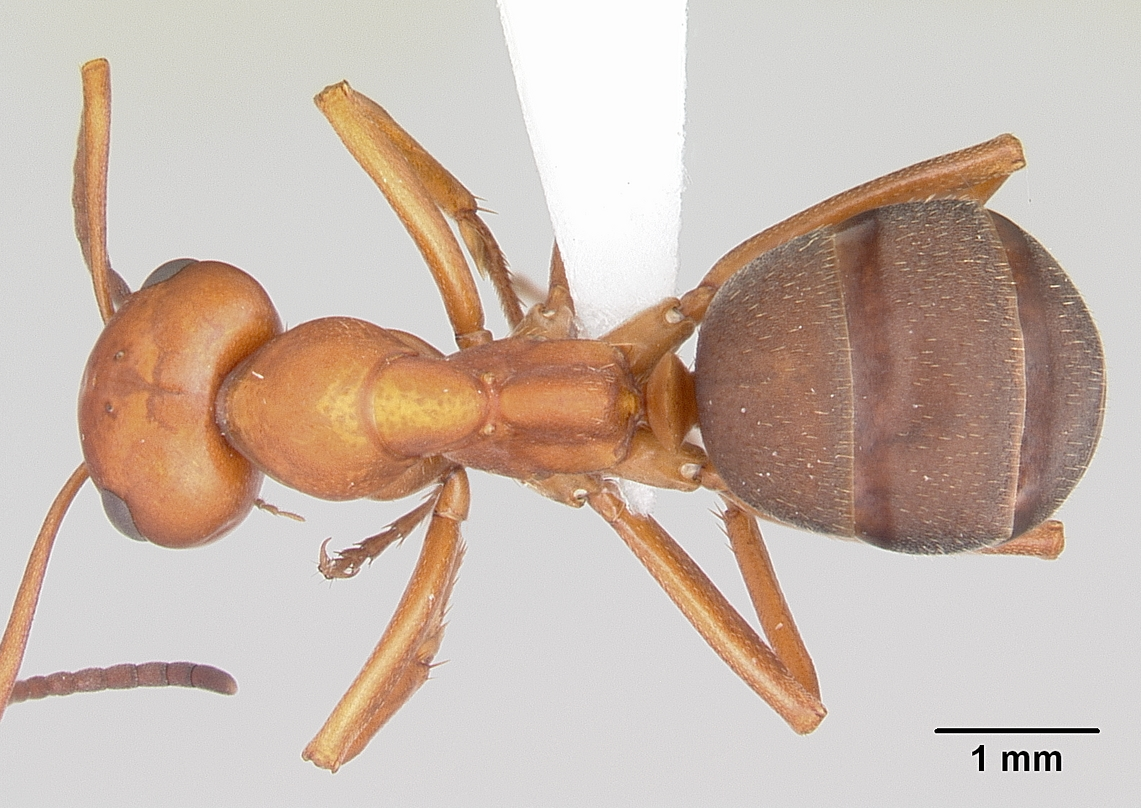
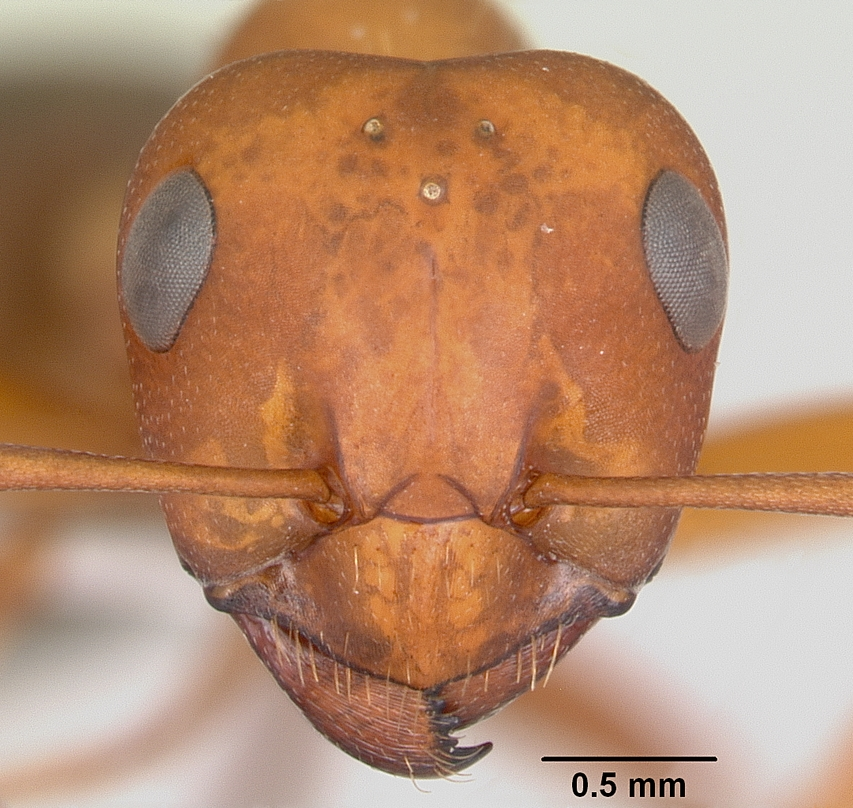
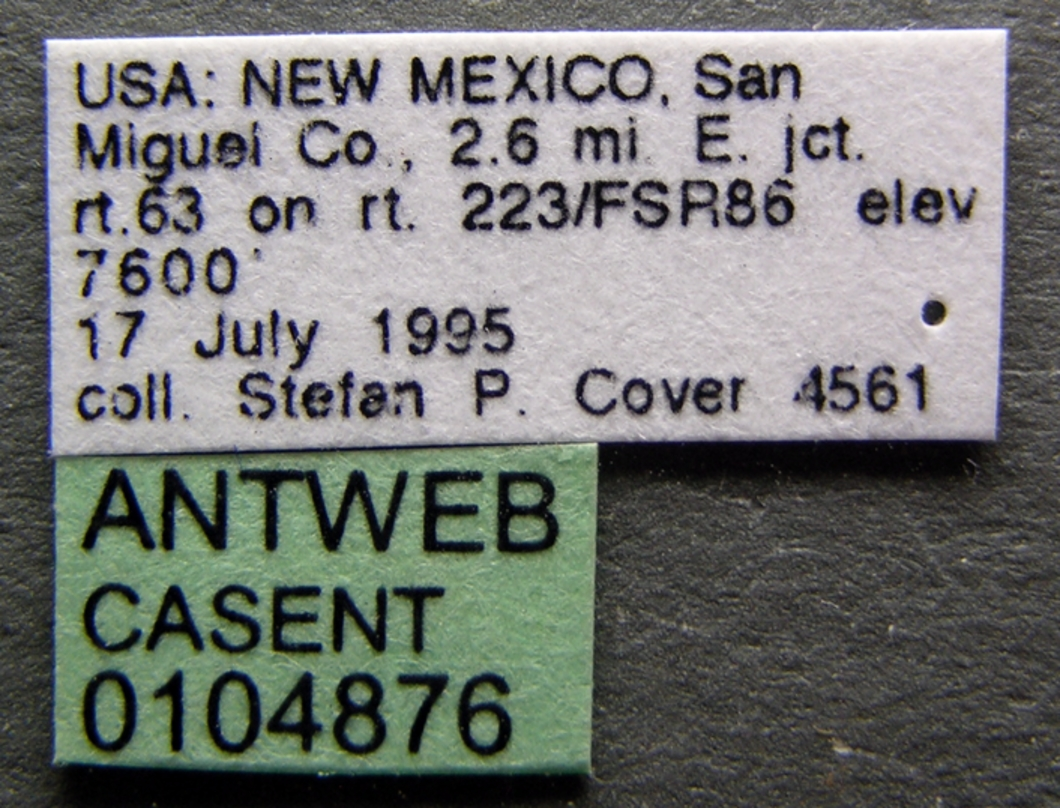
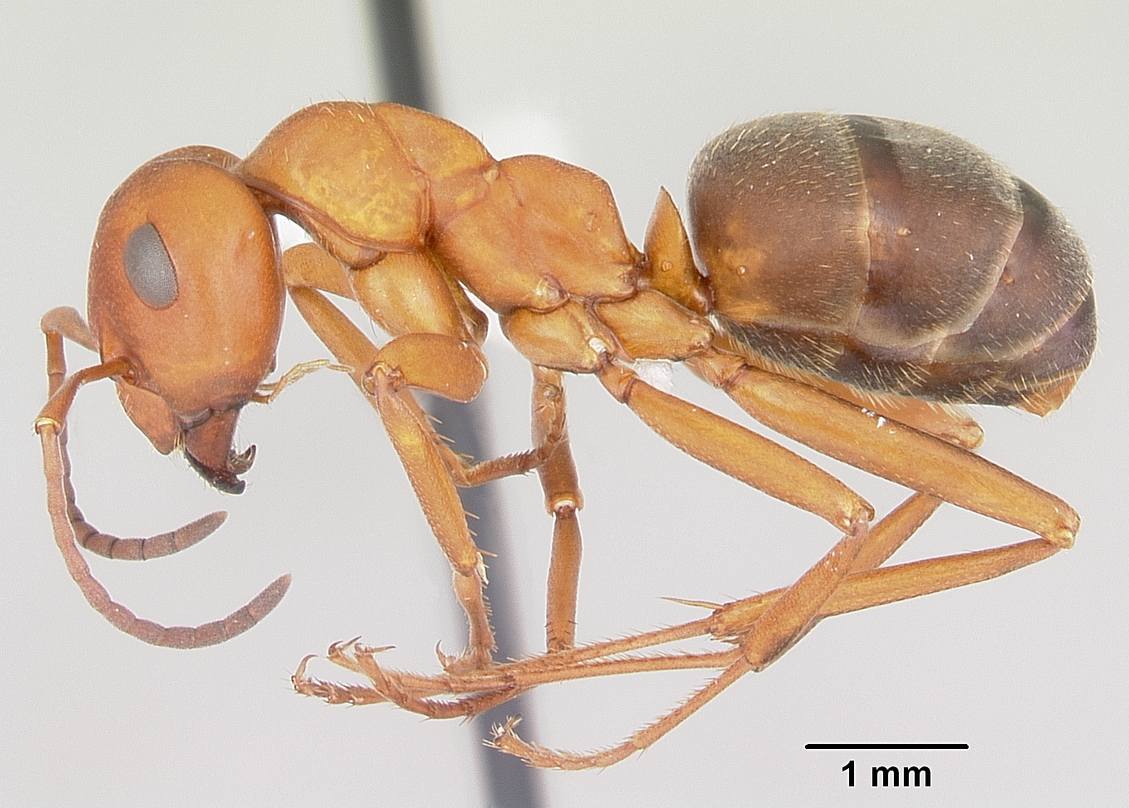